# Orden Nacional Miguel Larreynaga
La Orden Nacional Miguel Larreynaga fue una distinción de Nicaragua, instituida por el Congreso Nacional de Nicaragua el 10 de septiembre de 1968 en honor a Miguel Jerónimo Larreynaga y Balmaceda, con el fin de premiar a nacionales y extranjeros por relevantes méritos o importantes servicios prestados a la Patria o a la Humanidad.
La Orden fue disuelta junto a la Orden de Rubén Darío el 30 de enero de 1980, durante la Junta de Gobierno de Reconstrucción Nacional.

## Historia
La Orden Nacional Miguel Larreynaga fue creada por el decreto n.° 1491 de la Cámara de Diputados y la Cámara del Senado de la República de Nicaragua del 10 de septiembre de 1968, publicado en La Gaceta el 16 de septiembre, durante la dictadura de Anastasio Somoza Debayle.
Su reglamento fue aprobado el 27 de febrero de 1969 y publicado en La Gaceta del 10 de abril de 1969. Sufriría modificaciones en 1972 a través de los decretos ejecutivos 1, del 15 de febrero, y 2, del 24 de abril, ambos publicados el 6 de junio en La Gaceta. Estas modificaciones cambiaban la elegibilidad de los grados, pasando por ejemplo el Gran Collar de ser únicamente otorgable al Presidente de la República de Nicaragua a todos los jefes de Estado internacionales.
El 30 de enero de 1980, la Junta de Gobierno de Reconstrucción Nacional creada tras el fin de la dictadura de Somoza, disolvió las órdenes de Miguel Larreynaga y de Rubén Darío.

## Grados e insignia
La orden tuvo 6 grados que se conferían según el mérito del galardonado. Siendo estos grados y su elegibilidad los siguientes:
- Gran Collar: presidente de la República de Nicaragua.
- Gran Cruz: presidentes de poderes del Estado, vicepresidentes de la República, exjefes de Estado, ministros de Estado, embajadores, generales de división y directores de protocolo.
- Gran Oficial: miembros del Poder Legislativo, magistrados, enviados extraordinarios y ministros plenipotenciarios, viceministros de Estado, presidentes de entes autónomos, rectores de universidad, ministros consejeros de embajada, mayores generales y generales de brigada.
- Encomienda: encargados de negocios, subdirectores de protocolo, consejeros de embajada, directores generales de organismos del Estado, catedráticos de universidad, coroneles y tenientes coroneles.
- Oficial: secretarios de embajada, cónsules generales, altos funcionarios, directores de institutos de servicios públicos, miembros del Magisterio, mayores y capitanes.
- Caballero: adjuntos al protocolo, agregados de embajada, cónsules, vicecónsules, tenientes, subtenientes y particulares.